# Nephochaetopteryx flavipalpis
Nephochaetopteryx flavipalpis är en tvåvingeart som beskrevs av Guilherme A.M.Lopes 1936. Nephochaetopteryx flavipalpis ingår i släktet Nephochaetopteryx och familjen köttflugor. Inga underarter finns listade i Catalogue of Life.